# 狼山 (江蘇省)

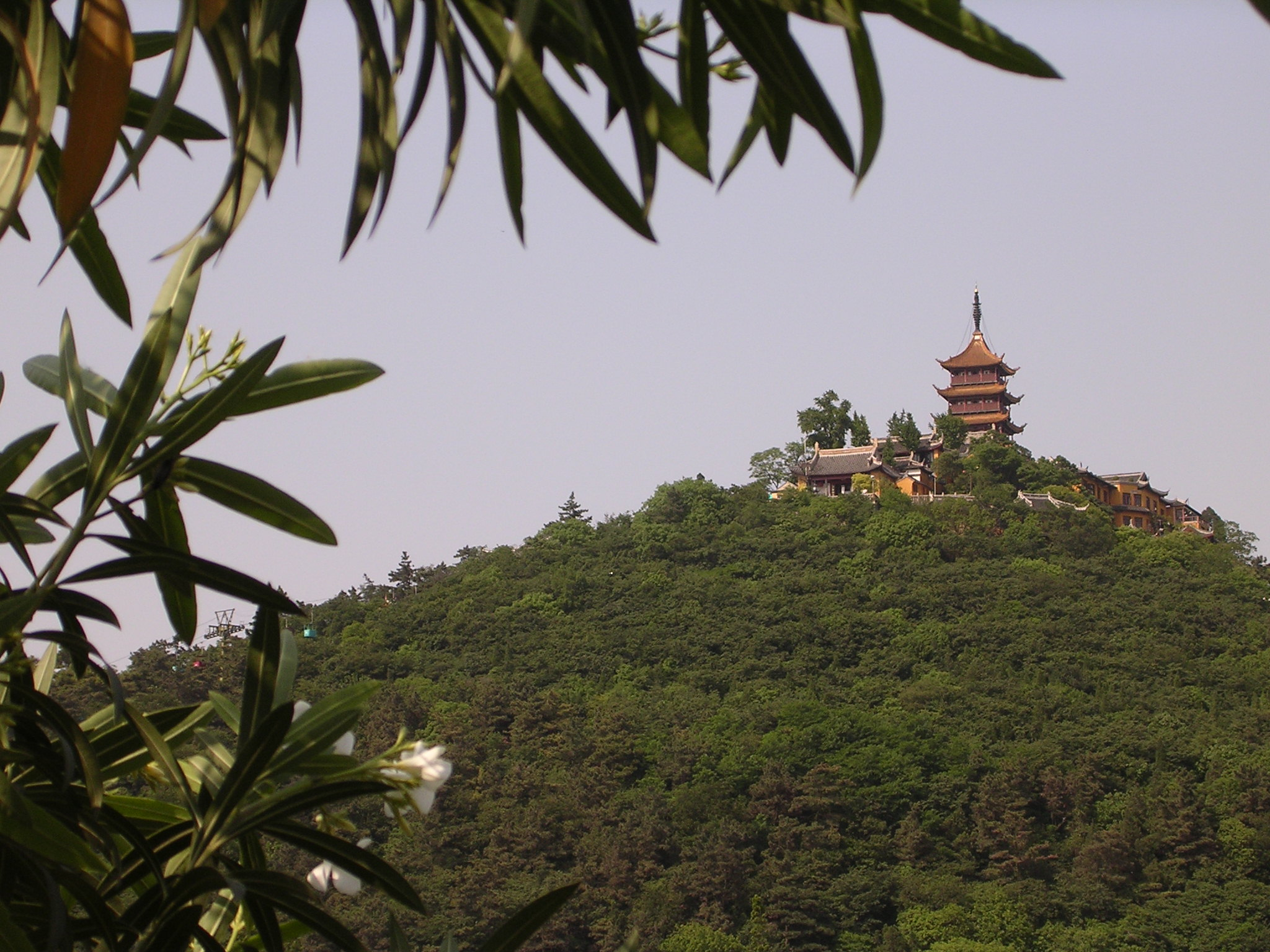
狼山

狼山（ろうざん，langshan）は上海の北に位置する江蘇省南通にある。狼山は南通市街地から南へ６キロの場所に位置している。長江に接しており、狼山以外にも、軍山、剣山、馬鞍山、黄泥山と一緒となって狼山風景名勝区となっている。狼山の標高は106.94 ｍと高くはないが、長江を一望できることで、その風景から有名な場所となった。また古刹である広教寺があることでも有名なところで、大勢至菩薩の聖地として中国国内では有名である。
狼山は５つの山の中心である。言い伝えではこの地に白狼が住んでいたことからか、もしくは山の形が狼の形に似ているからと言われている。ここは千年以上の歴史があり、古来より文人たちがこの地をほめたたえた。宋時代の書家である米元章は、この地を訪れた後「第一山」という揮毫を残している。宋時代の王安石はこの地を訪れた際に、この地のことをほめたたえている。
狼山にある広教寺は僧伽大聖禅師によって開かれた。僧伽大聖は十一面観音の化身であったと言われている。当時この山は白狼に占拠されていたが、僧伽と白狼が法を言い争った結果、白狼は降参し、この地を譲ったという。それが大勢至菩薩の道場となった今日の広教寺である。
広教寺以外にも、駱賓王のお墓、三仙祠、支雲塔、鑑真東渡記念館などが見どころである。またカトリック教の聖地の一つでもある。狼山の北側に清朝末期ごろ、教会が建てられ、狼山露徳聖母堂という。中国カトリック教では十二聖地の一つに数えられている。